# Saul B. Robinsohn
Saul Benjamin Robinsohn (geboren 25. November 1916 in Berlin; gestorben 9. April 1972 in West-Berlin) war ein deutscher Pädagoge. Er war ab 1963 Direktor am Max-Planck-Institut für Bildungsforschung in Berlin und Honorarprofessor an der Freien Universität Berlin.

## Leben und Wirken
1933 verließ Robinsohn Deutschland und studierte an der Hebräischen Universität Jerusalem Geschichte, Soziologie, Philosophie und Pädagogik. 1959 wurde er als Direktor an das UNESCO-Institut für Pädagogik nach Hamburg gerufen. 1964 folgte er einem Ruf als Direktor an das 1963 neu gegründete Max-Planck-Institut für Bildungsforschung in Berlin.
Robinsohn lieferte die theoretischen Grundlagen für eine eigenständige Curriculumforschung unter
Berücksichtigung des sozialpolitischen Kontextes unterschiedlich strukturierter Gesellschaften. Durch ihn wurde der Begriff Curriculum statt Lehrplan, den es seit Daniel Georg Morhof 1688 gegeben hatte, in Deutschland wieder gebräuchlich. Mit Hinweis auf neue Lehrplanentscheidungen in den USA, England, Schweden und der Sowjetunion stellte er die deutsche humanistische Tradition infrage. Sein Angriff auf die zentrale Stellung der klassischen Sprachen im Gymnasium wirkte stark nach. Auch trat er für einen veränderten Geschichtsunterricht ein, der sich auf die Veränderbarkeit der Welt statt auf die Identitätsfestigung und nationale Tradition konzentrieren sollte.

„Wer wollte bestreiten, dass das Studium der geistigen Quellen der Antike ebenso wie das ihrer sprachlichen Grundstrukturen lohnend und beglückend sein kann? Dies gilt nicht nur für den Gelehrten, sondern für einen jeden, der hier Inspiration zu suchen vermag. Eine zentrale Position im Curriculum der allgemeinbildenden Schule ist für diese Welt damit nicht nachgewiesen.“

## Nachlass
In Berlin-Lankwitz befindet sich die 1995 gegründete Shaul und Hilde Robinsohn Stiftung, die in Fortführung des Werkes von Robinsohn die Forschungs- und Entwicklungsarbeiten der gemeinnützigen Internationalen Akademie Berlin (INA) auf den Gebieten der Curriculumforschung und -entwicklung, der Lehrer- und Erzieherbildung sowie der vergleichenden Erziehungswissenschaft fördert. Dort, in den ehemaligen Gebäuden der Pädagogischen Hochschule Berlin, befindet sich auch die Shaul-B.-und-Hilde-Robinsohn-Bibliothek, kurz Robinsohn-Bibliothek, die insbesondere die Schriften von Robinsohn erhält, pflegt und verbreitet.
Am Moses Mendelssohn Zentrum für europäisch-jüdische Studien in Potsdam befindet sich die Nachlassbibliothek Hildegard und Saul B. Robinsohn-Sammlung mit rund 1500 Titeln zu den Gebieten Bibel und Bibelkunde.

## Schriften
Eine Auswahl der Schriften von Robinsohn:
- mit Chaim Schatzker: Jüdische Geschichte in deutschen Geschichtslehrbüchern (= Schriftenreihe des Internationalen Schulbuchinstituts. ZDB-ID 986851-3. Band 7). Limbach, Braunschweig 1963.
- Bildungsreform als Revision des Curriculum. Luchterhand, Neuwied u. a. 1967 (mehrere Auflagen).